# 아유타야 역사공원
아유타야 역사공원(Ayutthaya Historical Park)은 태국 아유타야의 옛 도시의 유적이다. 도시는 1350년에 우통 왕에 의해 세워졌고 1767년에 버마군에 의해 파괴될 때까지 아유타야 왕국의 수도였다.
1969년에 태국 미술부는 유적의 복원을 시작했고 1976년에 역사공원이 되었다. 공원은 1991년에 유네스코 세계유산으로 지정되었다.

## 유적지
- 왓 랏차부라나
- 왓 마하탓
- 왓 프라스리산펫
- 왓 프라람
- 왓 로카야수타
- 왓 차이왓타나람
- 아유타야 역사연구센터
- 일본인촌
- 왓 푸카오통

## 영문
- Wat Chaiwatthanaram
- Wat Kasatrathiraj
- Wat Kudi Dao
- Wat Lokayasutharam
- Wat Mahathat
- Wat Phanan Choeng
- Wiharn Phra Mongkhon Bopit
- Wat Phra Ram
- Wat Phra Sri Sanphet
- Wat Ratchaburana, Ayutthaya
- Wat Chai Mongkhon
- Wat Yai Chai Mongkhon
- Phra Chedi Suriyothai
- Ayutthaya historical Study Centre
- Japanese Settlement
- Wat Phu Khao Thong
- Elephant Camp

## 사진

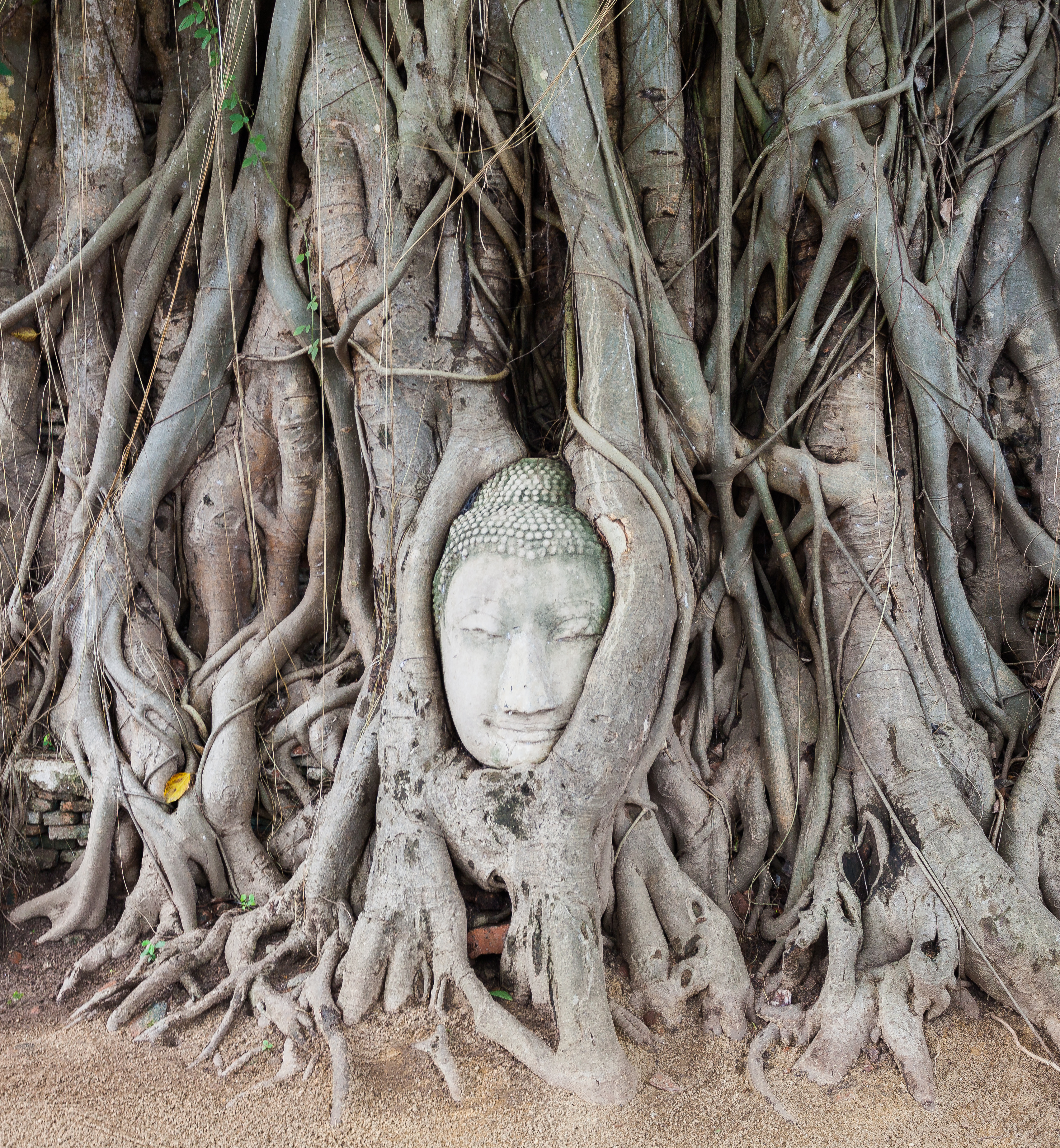
왓 마하탓의 불상
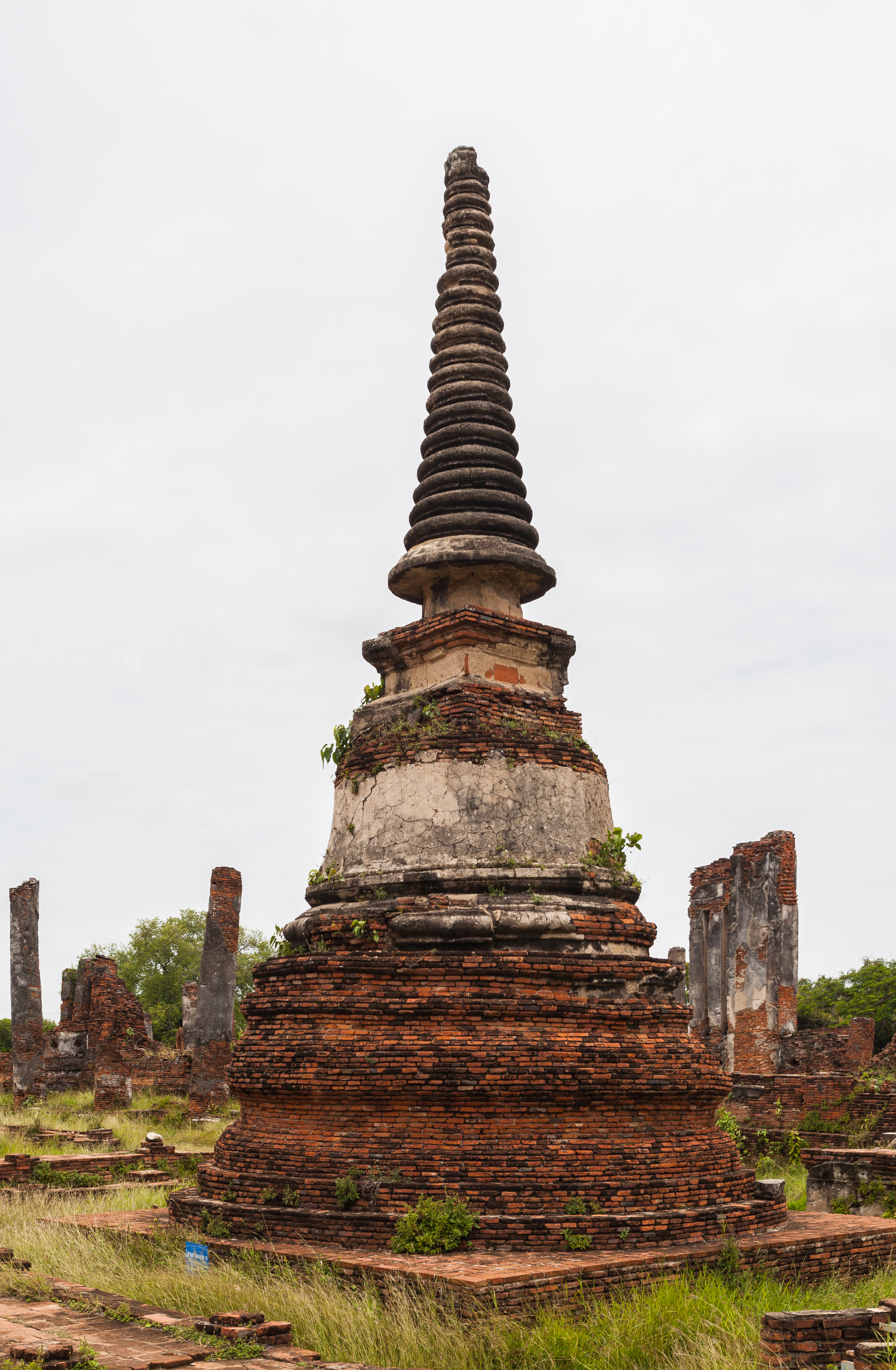
왓 프라스리산펫
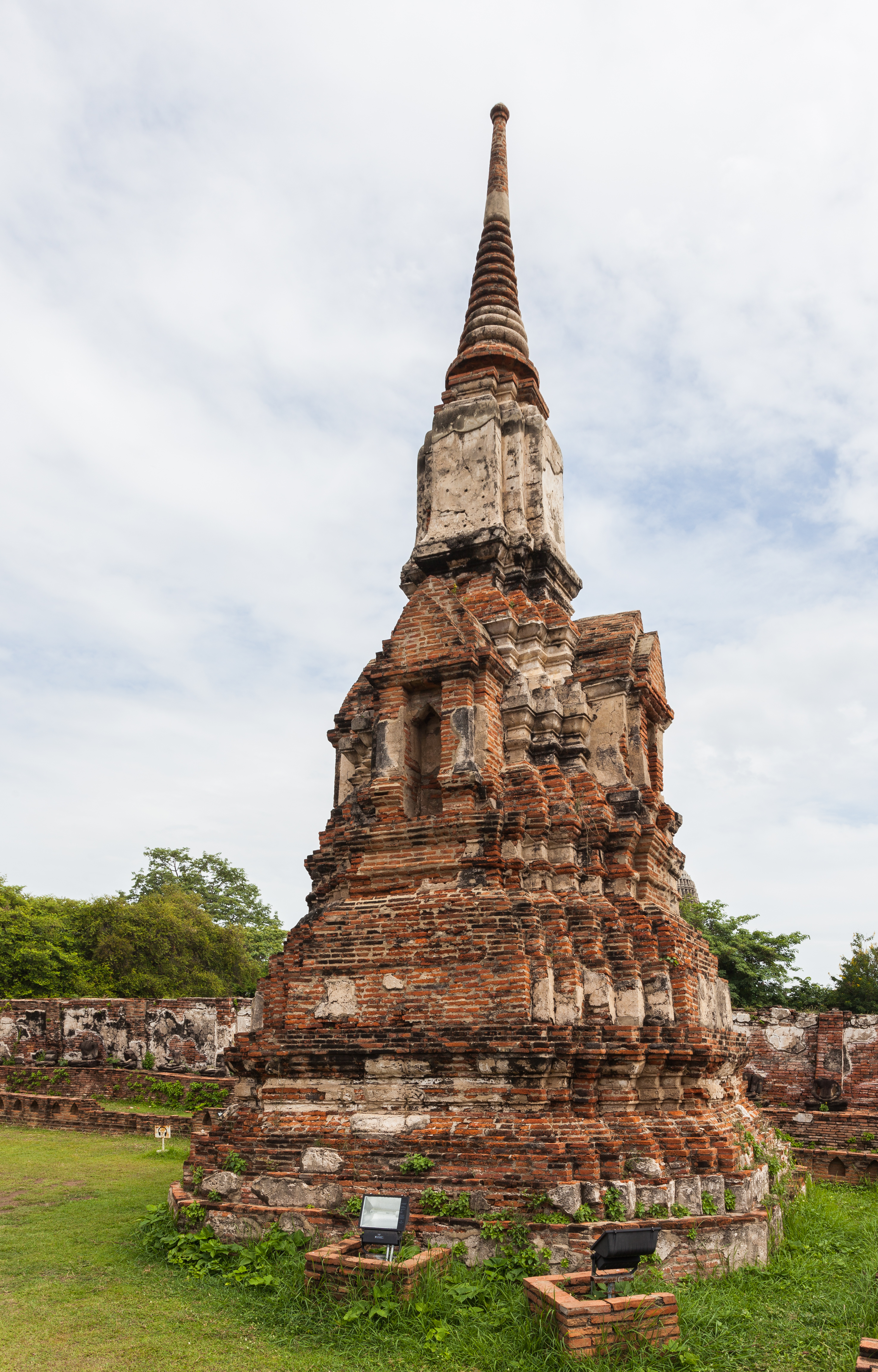
왓 마하탓
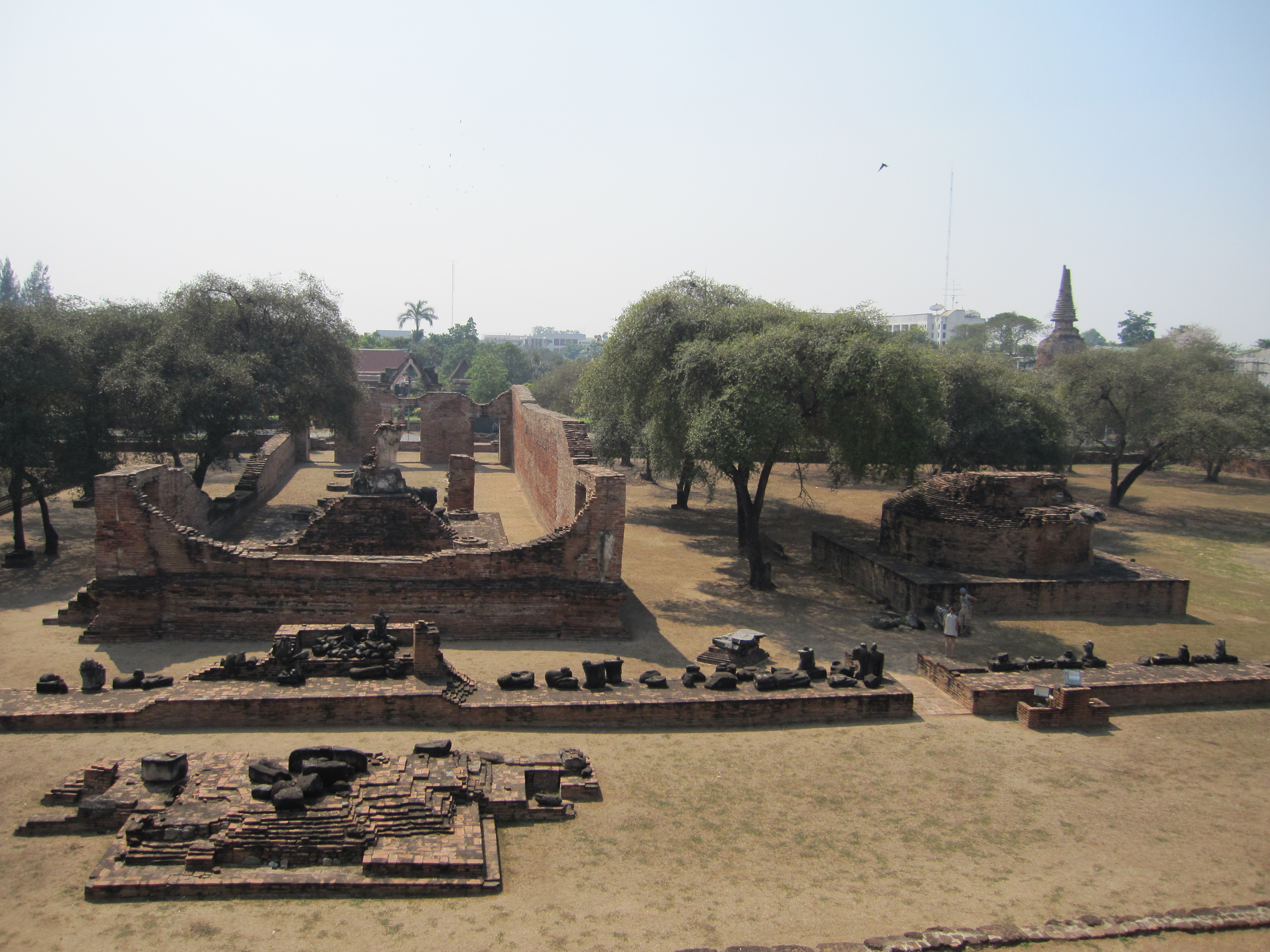
왓 랏차부라나
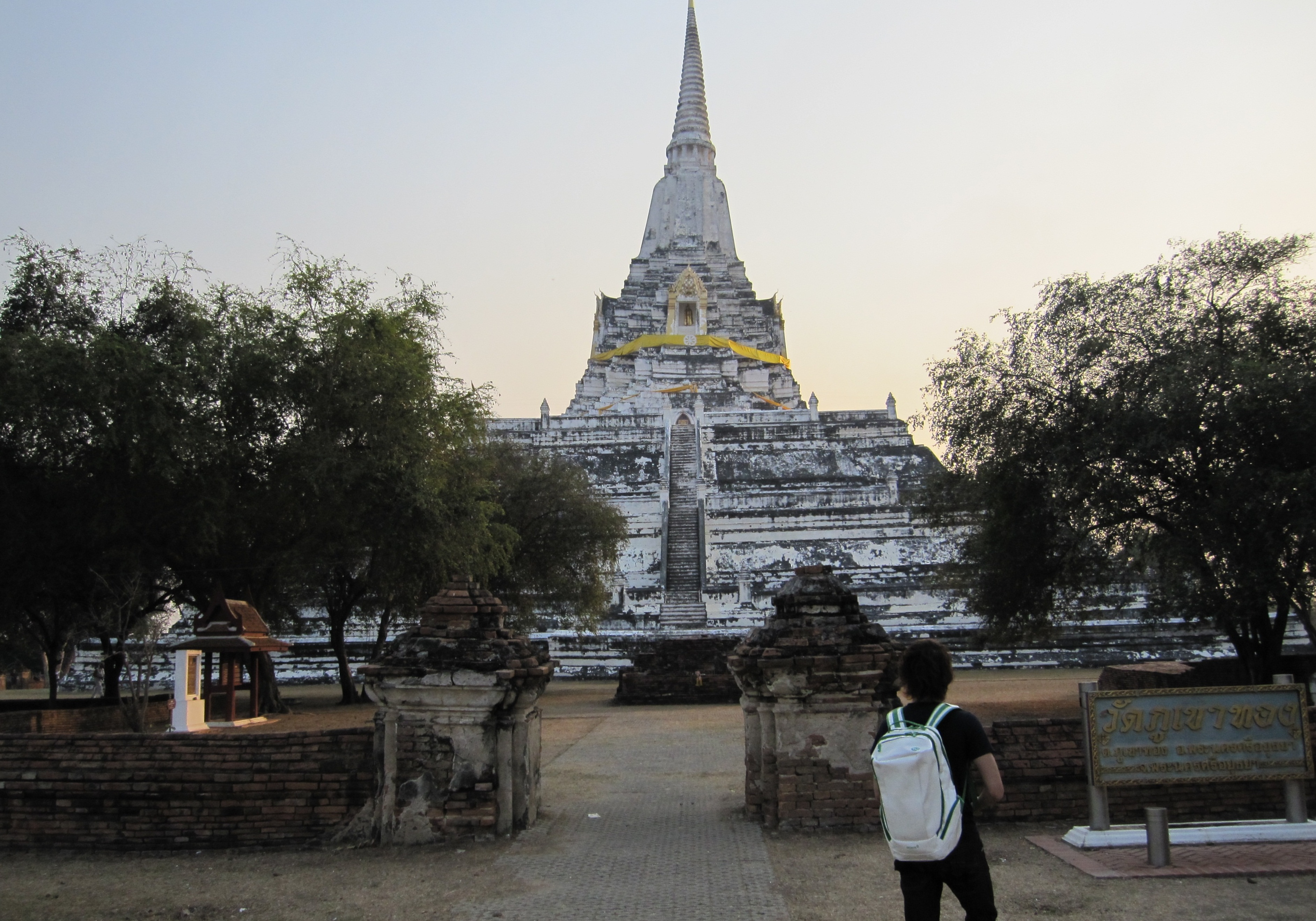
왓 푸카오통
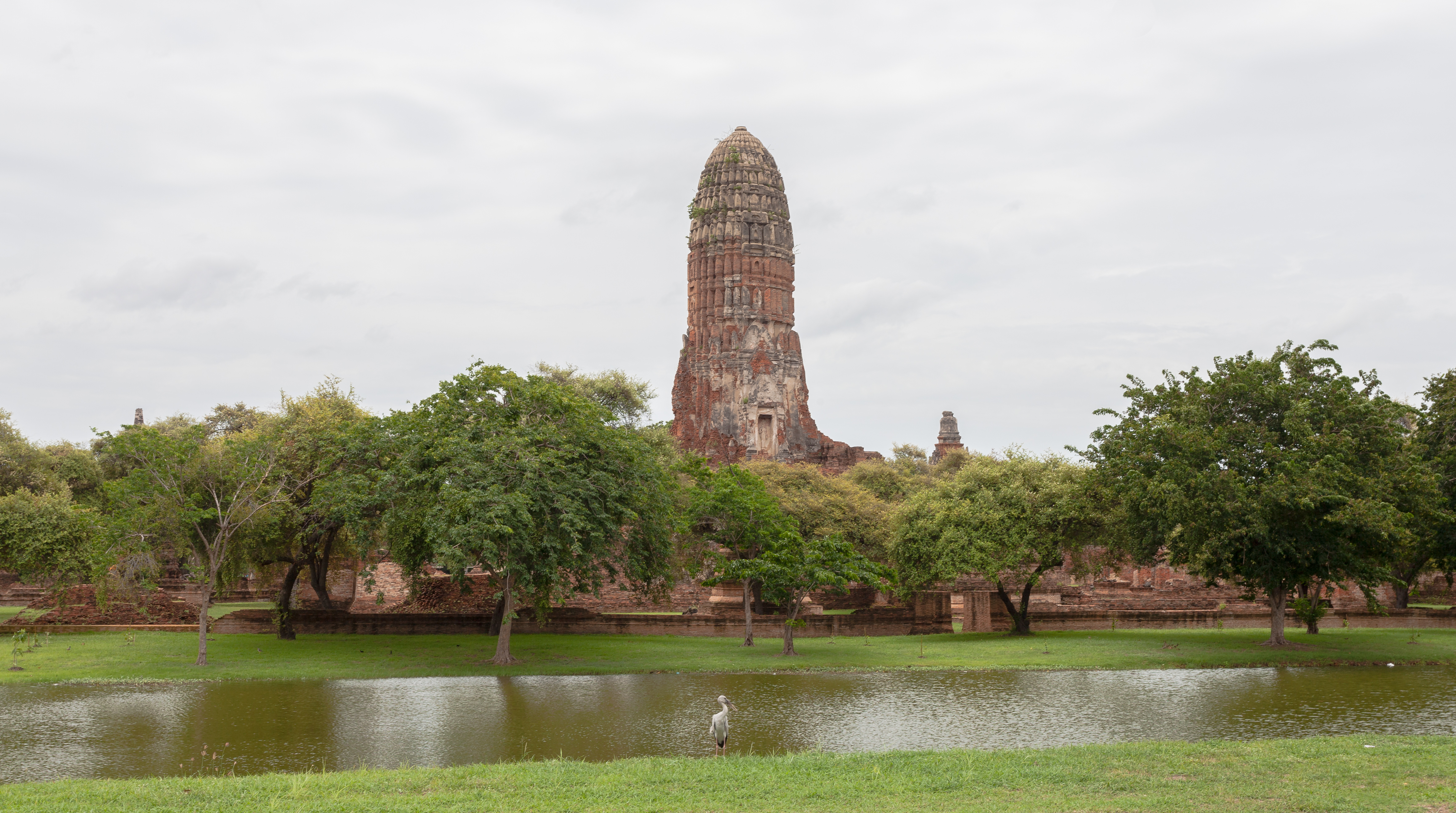
왓 프라람

## 같이 보기
- 아유타야 왕국